# Maredudd ab Owain
Maredudd ap Owain († 1072) war ein König des walisischen Fürstentums Deheubarth. 
Maredudd war ein Sohn von Owain ab Edwin und ein Urenkel von Einion ap Owain aus der älteren Linie der Nachkommen von Hywel Dda. Als Gruffydd ap Llywelyn 1063 getötet wurde, ergriff er die Macht über Deheubarth und stellte so die Herrschaft der älteren Linie der Nachfahren Hywel Ddas wieder her. Unter seiner Herrschaft kam es zum ersten Konflikt zwischen Walisern und den normannischen Erobern in Südwales, als um 1070 ein normannisches Heer unter William FitzOsbern ein walisisches Heer in Brycheiniog in einem kurzen und ungleichen Kampf schlug. Maredudd musste die Eroberung der Grenzgebiete von Gwent akzeptieren. Im Gegenzug erhielt er Ländereien in England als Lehen. Maredudd fiel 1072 im Kampf gegen Caradog ap Gruffydd von Gwent am Ufer des River Rhymney. Sein Nachfolger wurde sein Bruder Rhys ab Owain. 
Maredudd hinterließ einen Sohn, Gruffydd und eine Tochter. Gruffydd lebte im Exil auf den englischen Gütern seines Vaters. 1091 versuchte eine Gruppe von Adligen in Dyfed, ihn anstelle von Rhys ap Tewdwr, den Nachfolger Rhys ap Owains auf den Thron zu heben. Sie wurden jedoch von Rhys ap Tewdwr in einer Schlacht bei St Dogmaels am Teifi geschlagen. Gruffydd wurde in der Schlacht getötet.